# Ayanna Oliva
Ayanna Oliva es una cantante, modelo y videojockey filipina de género hip hop, pop y R&B. Actualmente es miembro de la agrupación Kitty Girls. Ayanna comenzó su carrera dentro del mundo del espectáculo, como VJ en el estudio, junto a Kat Alano, Juddha Paolo y Beau Canlas, después ganó el 2004 en el Estudio 23 VJ Hunt.
Un año más tarde, cantó con Bulong Ayanna Ng Damdamin en una actividad inventiva a dúo, y con su exnovio Boy2 Quizon para su álbum debut Biyaheng Reggae liberado bajo el sello discográfico GMA. Ella junto a Ángel Locsin y otras tres miembros, fueron parte de la publicidad de Axe. En 2006, Ayanna, Jocelyn Oxlade, Nicole Deen, Tanya Yuquimpo y Veronica Scott formaron, al año siguiente fueron consideradas como las chicas Estrellas Records.

## Filmografía
| Año       | Título                                           | Personaje     | Notas                  |
| --------- | ------------------------------------------------ | ------------- | ---------------------- |
| 2004–2006 | Studio 23                                        | Herself/VJ    |                        |
| 2005      | Axe Choose the Girl, Spend Her Money Promo TV Ad | Herself       |                        |
| 2009      | Showtime                                         | Herself/Judge |                        |
| 2010      | Moomoo and Me                                    | Mayumi        | Guest, 1 episode       |
| 2010      | Showtime                                         | herself       | pioneer judge, 3 weeks |

## Discografía
- Kitty Girls
- 2005 - Biyaheng Reggae - Bulong Ng Damdamin con Boy2 Quizon

- Datos: Q4830948